# ویلر واکر جونیور
ویلر واکر جونیور (به انگلیسی: Wheeler Walker Jr؛ زاده ۱۳ دسامبر ۱۹۷۴) شخصیت دیگر کمدینی به نام بن هافمن و خواننده-ترانه‌پرداز موسیقی کانتری است. او اولین آلبوم خود را تحت عنوان «زباله ردنک» در ۱۲ فوریه ۲۰۱۶ منتشر کرد که با دو آلبوم دیگر در سال‌های ۲۰۱۷ و ۲۰۱۸ دنبال شد. واکر با وجود پرداختن به موسیقی کمدی، به موسیقی جدی کانتری نیز پرداخته و کنسرت برگزار می‌کند.

## محتوا و سبک
بیشتر محتوای موسیقی ویلر واکر جونیور صریح و دارای پرنتال ادوایزوری می‌باشد. سبک موسیقی او از نظر ملودی و تنظیم بیشتر به هانکی تانک تمایل داشته و از نظر محتوا در سبک کمدی قرار می‌گیرد.

## آلبوم‌شناسی
| عنوان        | جزئیات                                         | بالاترین رتبه در چارت‌ها | بالاترین رتبه در چارت‌ها | بالاترین رتبه در چارت‌ها | بالاترین رتبه در چارت‌ها | فروش           |
| عنوان        | جزئیات                                         | جدول بیلبورد            | بیلبورد کانتری          | بیلبورد مستقل           | بیلبورد کمدی            | فروش           |
| ------------ | ---------------------------------------------- | ----------------------- | ----------------------- | ----------------------- | ----------------------- | -------------- |
| زباله ردنک   | - انتشار: ۱۲ فوریه ۲۰۱۶ - ناشر: پپیر هیل       | ۱۲۷                     | ۹                       | ۶                       | ۱                       | - آمریکا:۴۵۹۰۰ |
| ویلر پیر     | - ۲ ژوئن ۲۰۱۷ - ناشر: پپیر هیل                 | ۸۸                      | ۱۰                      | ۵                       | ۱                       | - آمریکا:۹۷۰۰  |
| جنگ‌جهانی سوم | - ۳۰ نوامبر ۲۰۱۸ - ناشر: پپیر هیل / ترتی تایگر | ۱۸۷                     | ۲۰                      | ۳                       | ۱                       | - آمریکا:۸۳۰۰  |